# Hayati Boyacıoğlu
Hayati Boyacıoğlu (* 1960 in Istanbul, Türkei) ist ein deutsch-türkischer Karikaturist, Theaterautor und Journalist.

## Leben
Boyacıoğlu lebt seit 1978 in der Bundesrepublik Deutschland. Hier studierte er an der Freien Universität Berlin Germanistik und Publizistik. Sein erstes Stück Kanaken sind Supermänner (1985) wurde in Ludwigshafen am Rhein sowohl in deutscher als auch in türkischer Sprache aufgeführt.
Als Journalist arbeitete Boyacioglu für die türkischen Zeitungen Hürriyet und Star und für den Hörfunk. Boyacioglus Jugendbanden in Berlin (1990) erhielt einen „Sonderpreis für Radio-Reportage“ des Örsan-Öymen-Preises des Westdeutschen Rundfunks. Als Karikaturist arbeitet der Deutschtürke für Die Brücke, seine Arbeiten erscheinen aber auch in anderen Printmedien sowie Kalendern, Schulbüchern und Broschüren. Hayati Boyacıoğlu ist seit ihrem Erscheinen im März 2004 Redakteur der humoristischen Zeitschrift Don Quichotte, einem deutsch-türkischen Satireblatt.